# Zarema Kasayeva
Zarema Abukarovna Kasayeva –en ruso, Зарема Абукаровна Касаева– (Chermén, URSS, 25 de febrero de 1987) es una deportista rusa que compitió en halterofilia.
Participó en los Juegos Olímpicos de Atenas 2004, obteniendo una medalla de bronce en la categoría de 69 kg. Ganó dos medallas en el Campeonato Mundial de Halterofilia, oro en 2005 y bronce en 2005, y dos medallas en el Campeonato Europeo de Halterofilia, oro en 2005 y bronce en 2003.

## Palmarés internacional
| Juegos Olímpicos   | Juegos Olímpicos                | Juegos Olímpicos  | Juegos Olímpicos |
| Año                | Lugar                           | Medalla           | Categoría        |
| ------------------ | ------------------------------- | ----------------- | ---------------- |
| 2004               | Atenas (Grecia)                 | Medalla de bronce | 69 kg            |
| Campeonato Mundial |                                 |                   |                  |
| Año                | Lugar                           | Medalla           | Categoría        |
| 2005               | Doha (Catar)                    | Medalla de oro    | 69 kg            |
| 2006               | Santo Domingo (Rep. Dominicana) | Medalla de bronce | 75 kg            |
| Campeonato Europeo |                                 |                   |                  |
| Año                | Lugar                           | Medalla           | Categoría        |
| 2003               | Lutraki (Grecia)                | Medalla de bronce | 69 kg            |
| 2005               | Sofía (Bulgaria)                | Medalla de oro    | 69 kg            |